# Cherdyn
Cherdyn (ruso: Чердынь) es una ciudad del krai de Perm, en Rusia. Está situada sobre el río Kolva, a 267km al norte de Perm. Su población se elevaba a 5.413 habitantes en 2008.

## Historia

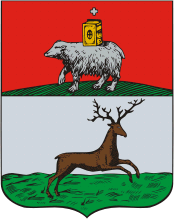
Escudo de armas de Cherdyn, 1783

Cherdyn fue fundada en 1451 y fue hasta el siglo XIV capital del Gran Perm. El topónimo es una palabra komi que significa "desembocadura de un río". La información respecto a su capitalidad está basada en un estudio del historiador sueco Strinholm y del famoso autor ruso Nikolái Karamzín. Strinholm mencionó que la última expedición de vikingos escandinavos a Biarmia ocurrió en 1222. Cuatro barcos bien equipados de Haakon IV de Noruega quemaron las ciudades biarmias hasta los cimientos. Después de esto el comercio de pieles entre el Gran Perm y Europa Occidental sólo era posible por territorio de la República de Nóvgorod rusa, que se había convertido en dueña del norte de Rusia. 

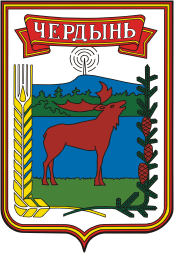
Escudo de armas de Cherdyn en época soviética, 1971.

Después de la centralización de los principados de Rusia llevada a cabo por los Grandes Duques de Moscú, los príncipes de Perm, que ya tenían nombres rusos, se convirtieron también en vasallos de ellos. Así la tensión entre Nóvgorod y Moscú fue creciendo hasta desencadenar en una guerra en 1471, tras la cual la República de Nóvgorod fue anexada al Principado de Moscú. Al año siguiente, 1472, Cherdyn, Pokchá, y otras ciudades del Gran Perm, serían parte del precio de la conquista. Los moscovitas construyeron una plaza fuerte en Pokchá (ruso: Покча), a siete kilómetros al norte de Cherdyn, pero fue quemada por tribus indígenas a principios del siglo XVI. Recibe el estatus de ciudad en 1535. Fue punto de partida de la ruta de Cherdyn (Чердынская дорога) hasta que Artemi Babínov abrió un itinerario más meridional en 1598 (Бабиновская дорога, ruta de Babínov), para conectar los Urales con Siberia occidental. La ciudad pronto perdió su importancia en beneficio de Solikamsk, pero hasta el siglo XIX fue un punto importante de transbordo para los cereales, el pescado y las pieles.
Cherdyn es conocida también por haber sido el lugar de exilio del poeta Ósip Mandelshtam en 1934.

## Demografía
| 1897  | 1926  | 1959  | 1979  | 1989  | 1992  | 2002  | 2008  |
| ----- | ----- | ----- | ----- | ----- | ----- | ----- | ----- |
| 3 700 | 3 900 | 7 500 | 6 600 | 6 500 | 6 600 | 5 756 | 5 413 |

## Cultura y lugares de interés

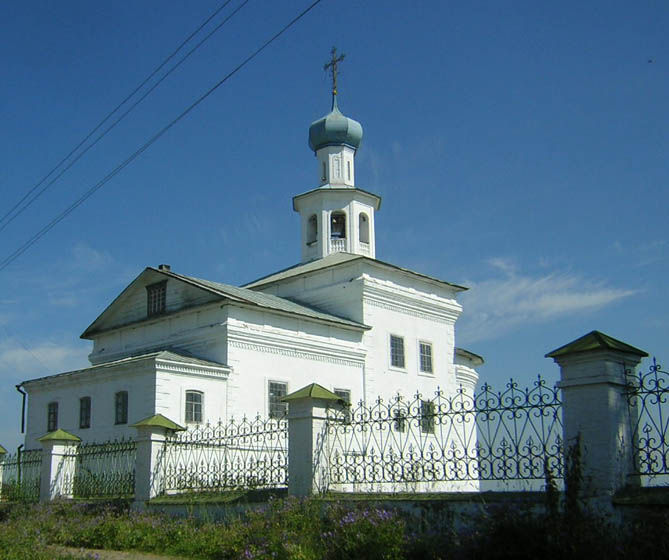
Iglesia del Apóstol Juan (Церковь Иоанна Богослова) de Cherdyn

La industrialización del siglo XX no afectó mucho a Cherdyn, lo que ha propiciado que el conjunto arquitectónico del siglo XVIII y XIX esté relativamente en buenas condiciones. Los edificios más importantes son la Iglesia del Apóstol Juan (Церковь Иоанна Богослова/Tsérkov Ioanna Bogoslova, 1705–1718), la Iglesia de la Transfiguración de Jesús (Церковь Преображения/Tsérkov Preobazhéniya, 1756), la Catedral de la Resurrección (Воскресенский собор/Voskresensi sobor, 1750-54) y los edificios del antiguo arsenal (primera mitad del siglo XVIII, el mercado (Gostiny dvor, 1857), así como la Duma municipal.
Existe un museo de historia local en Cherdyn.